# Gallowayi kincslelet

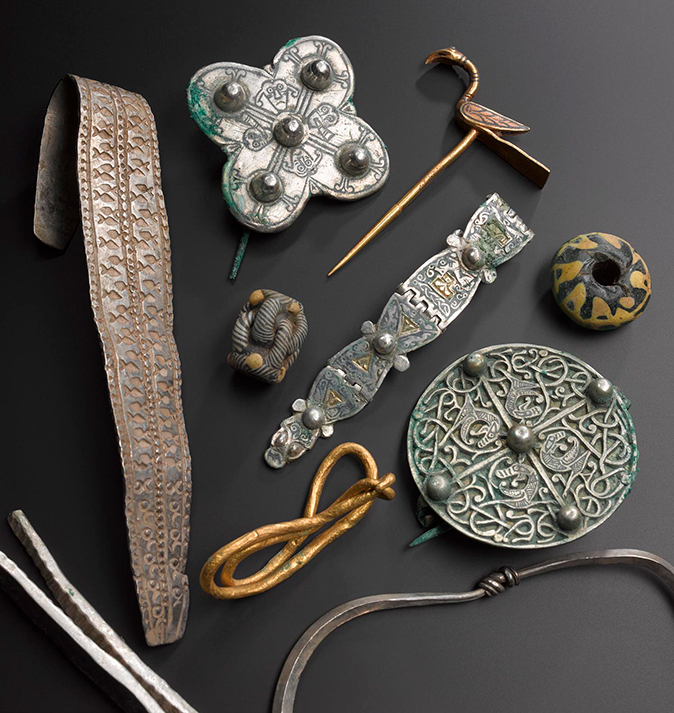
Válogatás a vikingkori Galloway-i kincslelet tárgyaiból

A Galloway-i kincslelet az edinburgh-i Skót Nemzeti Múzeumban található, több mint 100 arany-, ezüst-, üveg-, kristály-, kő- és agyagtárgyból álló, a viking korból származó, 2014 szeptemberében a skóciai Kirkcudbrightshire-ben felfedezett leletegyüttes. A Skót Egyház földjén talált kincsleletet a szakértők "az egyik legjelentősebb viking kori kincsleletként jellemezték, amelyet Skóciában valaha találtak". Az évekig tartó kiterjedt tanulmányok és kutatások ellenére a tudósok még mindig nem tudják biztosan, hogy kik ásták el a leletet, miért tették ezt, és hogy vikingek vagy angolszászok voltak-e azok. A viking korszakban Galloway két viking királyság közé szorult, és lényegében el volt vágva a többi britanniai angolszász királyságtól - "Galloway az a hely, ahol ezek a különböző kultúrák találkoztak. Nemcsak skandinávok, hanem brit és ír emberek is".
A Galloway-i kincsleletet egy hobby fémdetektoros fedezte fel, aki jelentette a leletet a hatóságoknak. Egy megyei régész ásatásokat végzett, amelyek során a viking korból származó tárgyak gazdag és szokatlanul változatos gyűjteményét tárták fel, bár a tárgyak egy része jelentősen korábbról származik. Úgy gondolják, hogy a kincseket valamikor a kilencedik vagy a tizedik század közepén temették el. Az oka mind a mai napig ismeretlen.

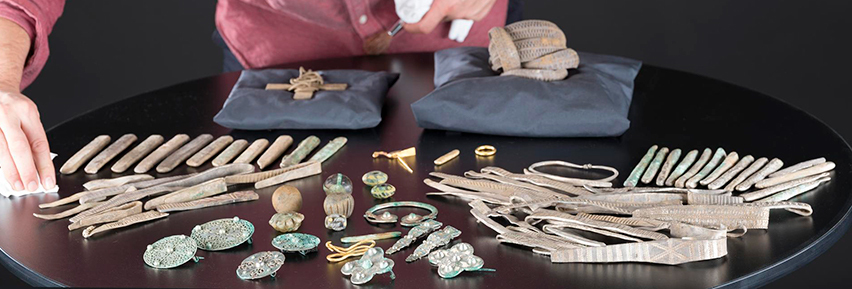
A lehet tárgyai a Skót Nemzeti Múzeumban elhelyezve

A lelet karpereceket, keresztény kereszteket, fibuláket, üveggyöngyöket, egy aranyba foglalt próbakövet, valamint arany- és csontszilánkokat tartalmazó földgolyókat tartalmaz. Mindezek egy ezüst edényben vannak benne. Ezek közé tartozik a vikingkori aranytárgyak legnagyobb és legváltozatosabb gyűjteménye, amelyet eddig Nagy-Britanniában és Írországban találtak. A kutatások kimutatták, hogy az edényt Nyugat-Ázsiában készítették. A kincsek között található tárgyak széles földrajzi területről származnak, amely magában foglalja az angolszász Angliát, Írországot és Skandináviát. A kincslelet mutat némi hasonlóságot más viking leletekkel, de az anyagok keveredése, beleértve az edény köré tekert textíliákat is, a szakértők szerint egyedülálló.
A Skót Nemzeti Múzeum kurátorai úgy jellemzik a Galloway-i kincsleletet, mint ami  "Skóciának a legkorábbi viking korszak nemzetközi kontextusában való új megértéséhez vezet." Stuart Campbell, a Skót Nemzeti Múzeum munkatársa szerint "Ez egy rendkívül jelentős lelet, semmi ehhez hasonlót nem találtak még Skóciában, ami a leletanyag széles skáláját illeti". Megjegyzik, hogy "a tárgyak mennyisége és sokfélesége, valamint a lelet jelentősége miatt a szakértők számára időbe telik, amíg értékelni tudják a leletegyüttes egészét, és így értékelni tudjuk annak valódi jelentőségét". A folyamatban lévő kutatások új technológiákat, többek között 3D modellezést, CT-vizsgálatokat és röntgenfelvételeket használtak fel, hogy eddig nem látott részleteket tárjanak fel a leletegyüttes tárgyairól, különösen az edény felszíni díszítéseivel kapcsolatban.

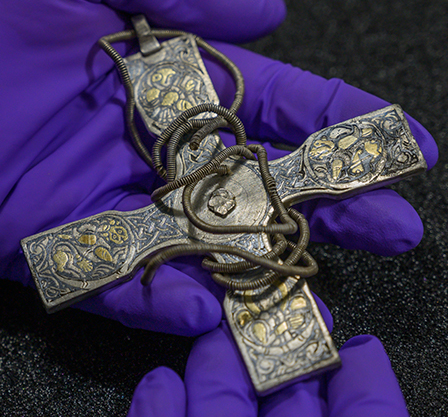
Díszített ezüst mellkereszt drótlánccal
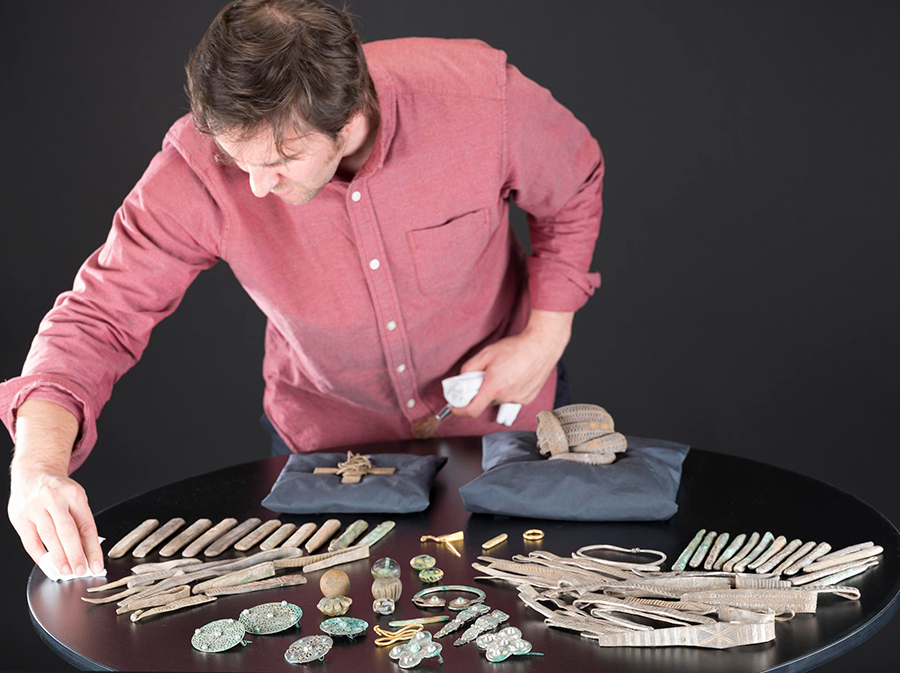
Martin Goldberg, a Skót Nemzeti Múzeum vezető kurátora, a kincsesláda vizsgálatakor
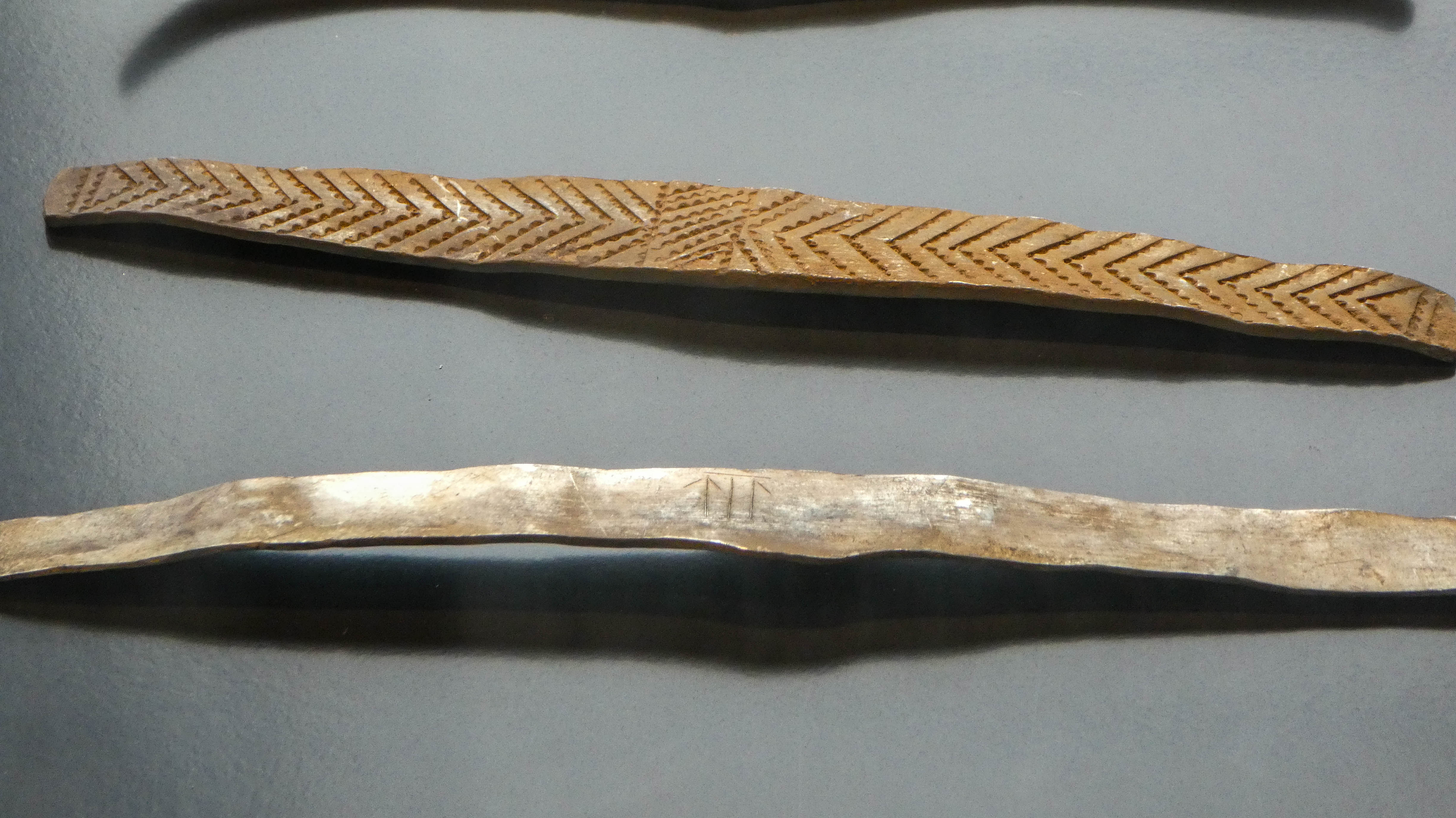
Angolszász rúnákkal feliratozott karperecek
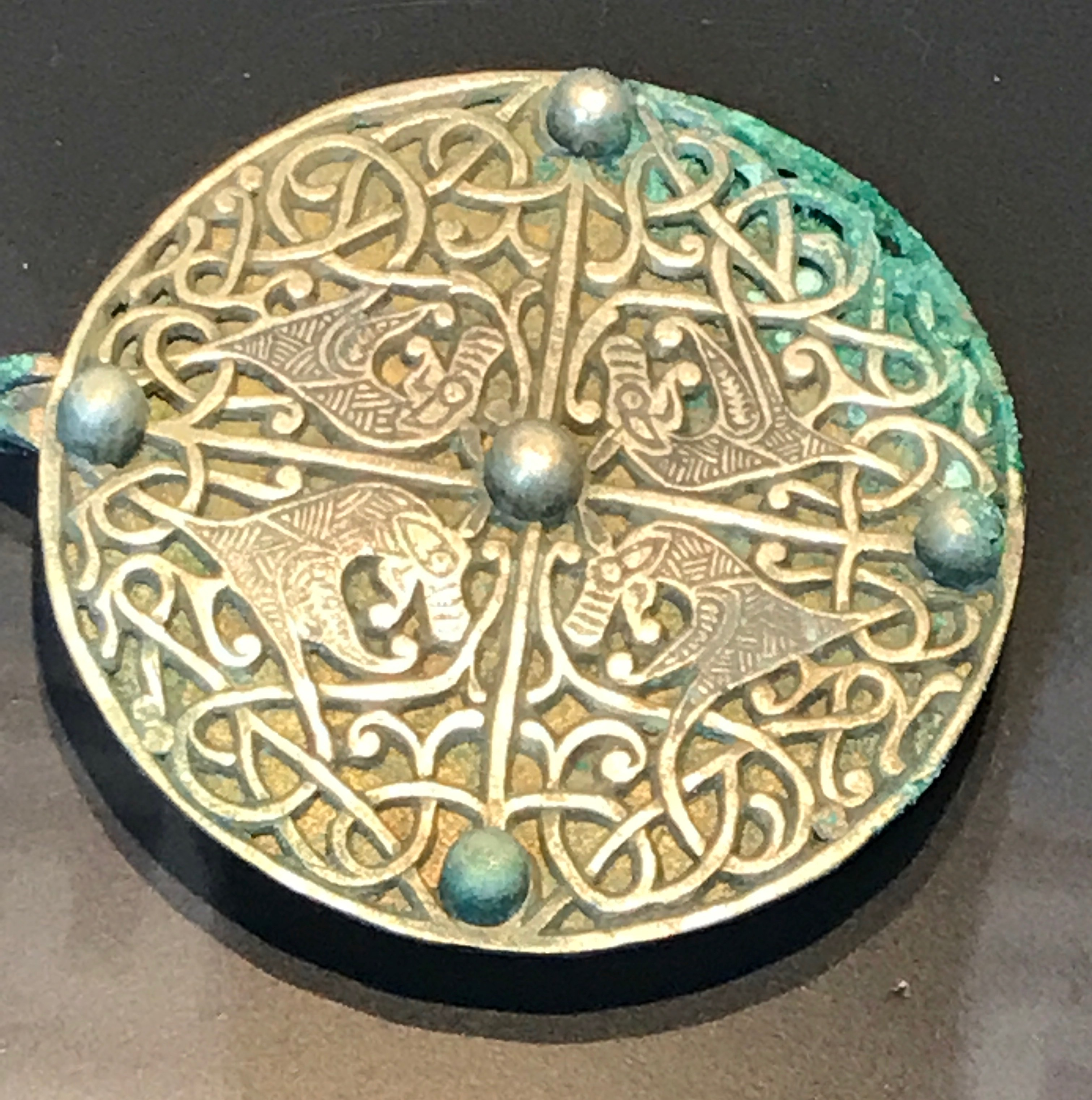
Bross
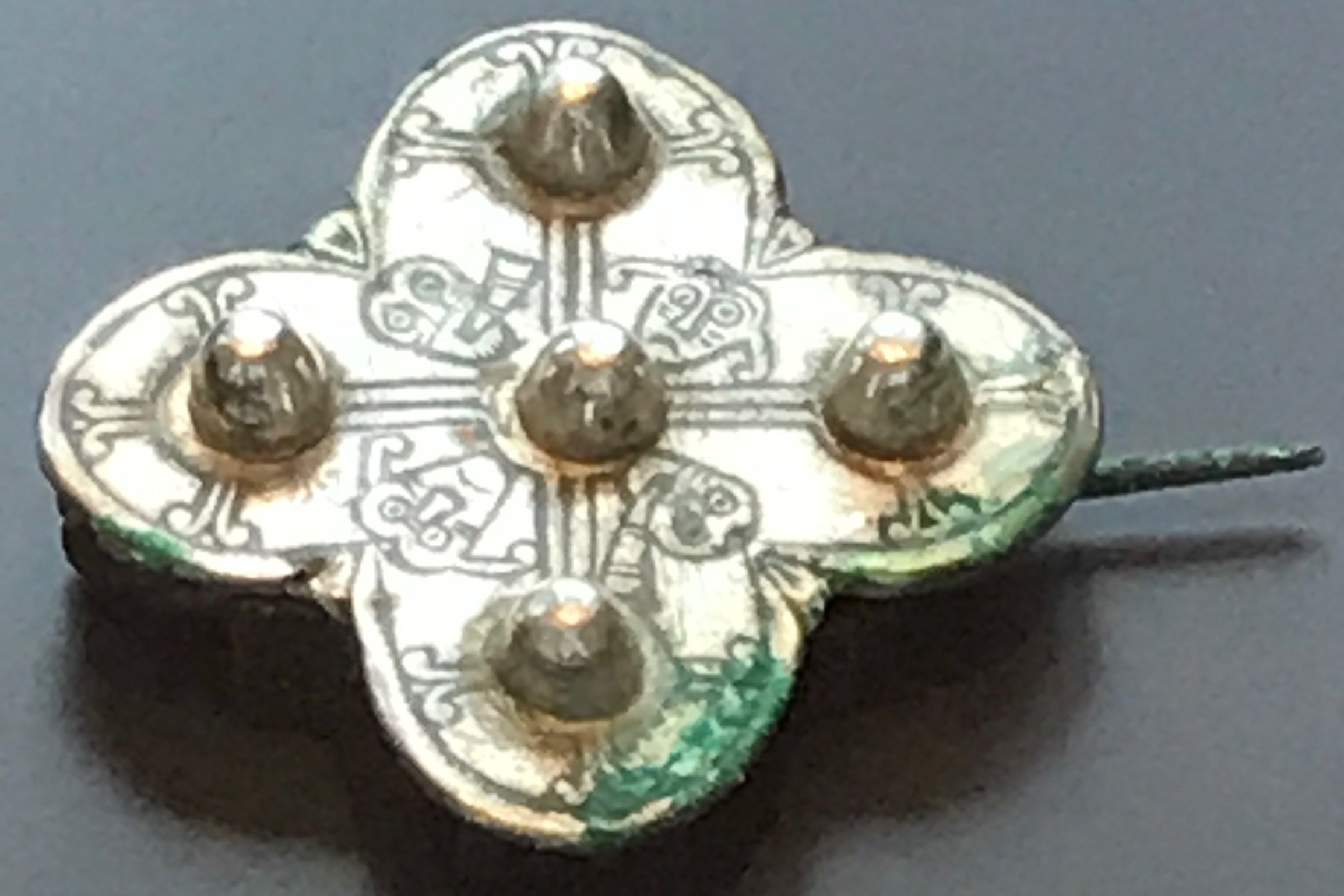
Egyedi stílusú angolszász bross
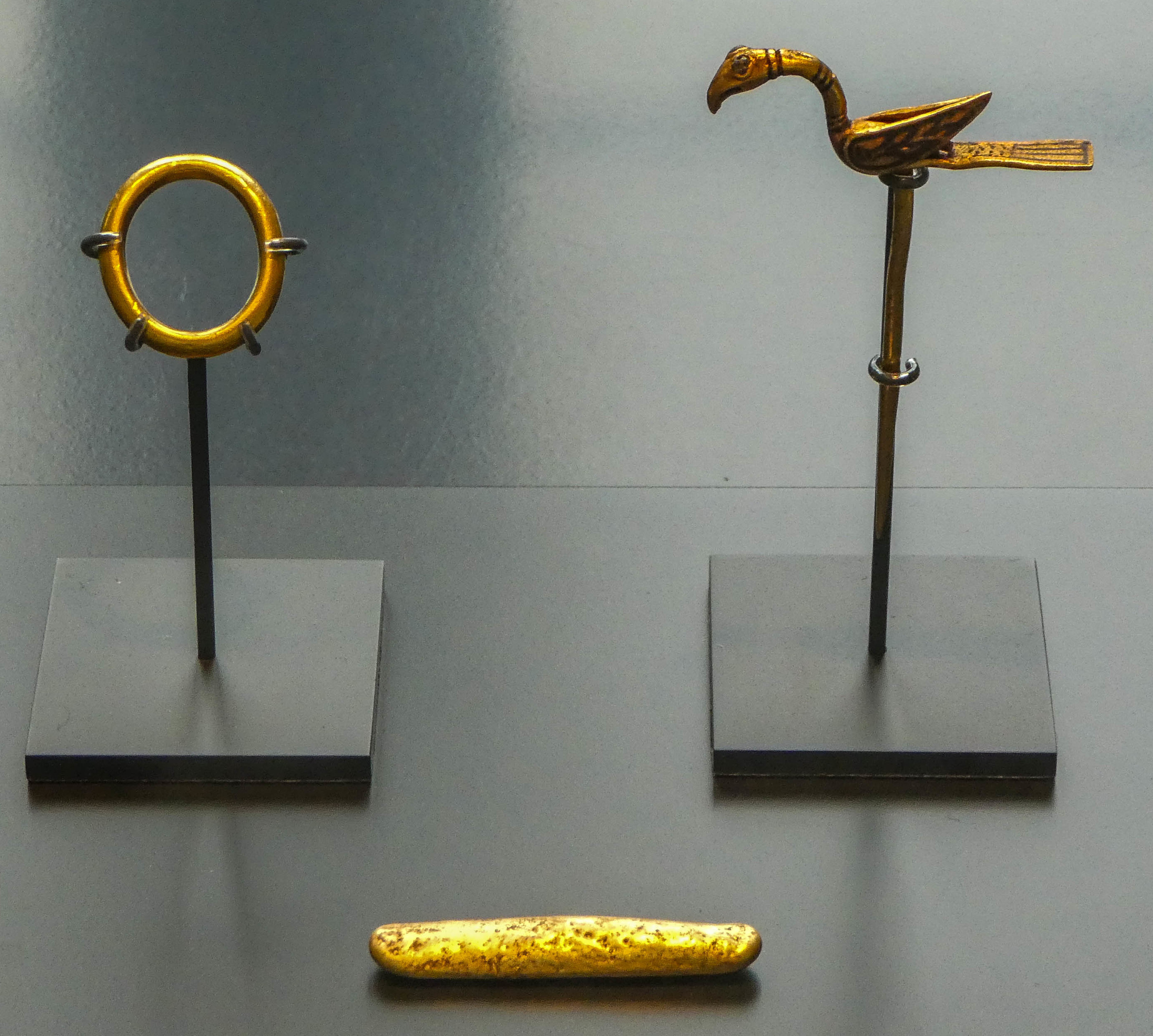
Egy fadobozban talált aranytárgyak.
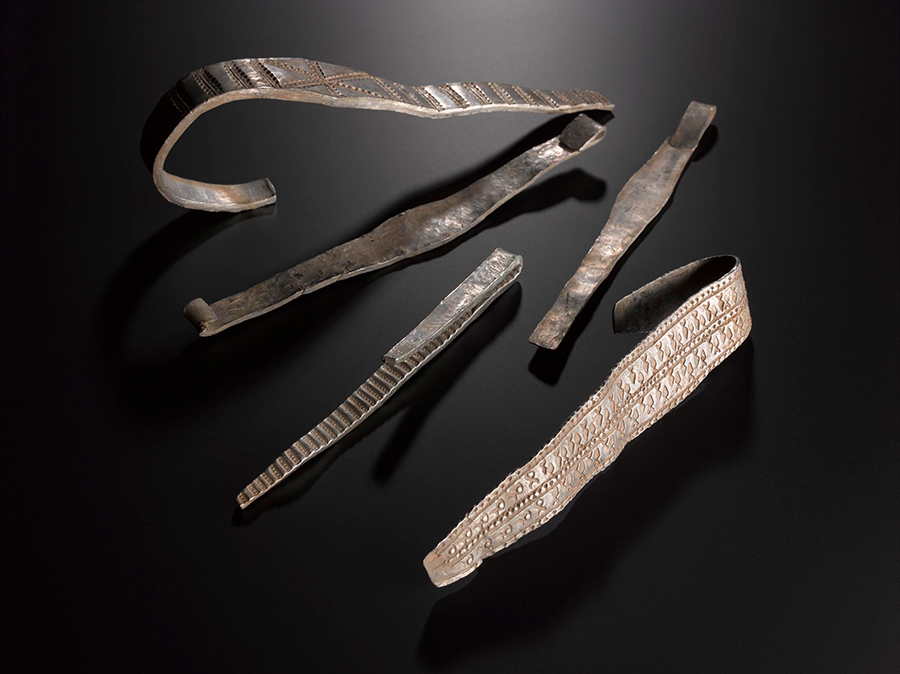
Ezüst karperecekből álló válogatás
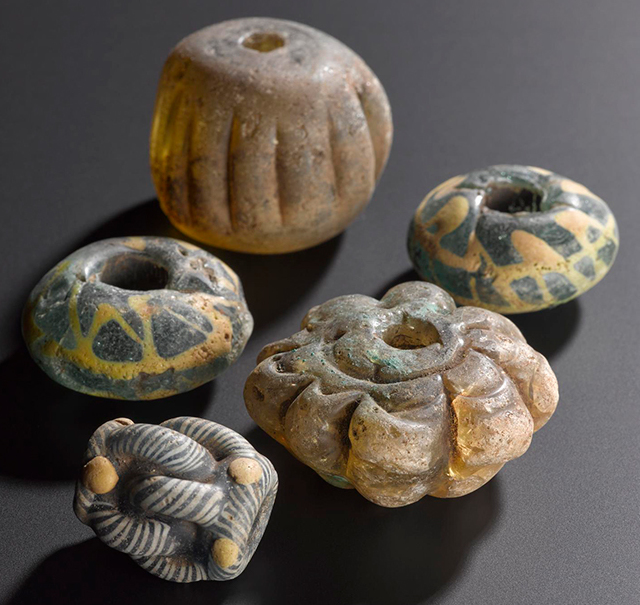
Válogatott gyöngyök, enyhén sárgult, tiszta üveggel
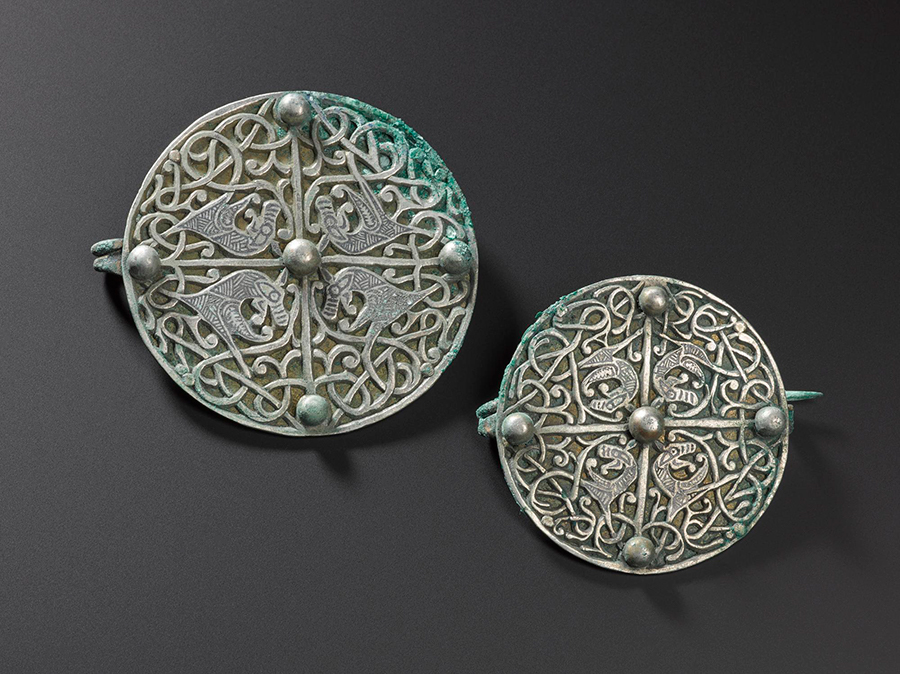
Nagy korongos fibulák

## Fordítás
Ez a szócikk részben vagy egészben  a   Galloway Hoard című angol Wikipédia-szócikk ezen változatának fordításán alapul.  Az eredeti cikk szerkesztőit annak laptörténete sorolja fel. Ez a jelzés csupán a megfogalmazás eredetét és a szerzői jogokat jelzi, nem szolgál a cikkben szereplő információk forrásmegjelöléseként.